# César Prates
César Prates, właśc. César Luís Prates (ur. 8 lutego 1975 w Aratibie) – piłkarz brazylijski, występujący podczas kariery na pozycji prawego obrońcy.

## Kariera klubowa
César Prates karierę piłkarską rozpoczął w klubie SC Internacional w 1994. Z Internacionalem zdobył mistrzostwo stanu Rio Grande do Sul – Campeonato Gaúcho w 1994. W Internacionalu 27 sierpnia 1995 w zremisowanym 2-2 meczu z Criciúma EC César Prates zadebiutował w lidze brazylijskiej. W latach 1996–1997 występował w Hiszpanii w Realu Madryt. Nie zdołał się przebić do pierwszego składu Realu, zalicząjąc jedynie występy w rezerwach. Po powrocie do Brazylii został zawodnikiem CR Vasco da Gama. Z Vasco zdobył mistrzostwo Brazylii w 1997 oraz mistrzostwo stanu Rio de Janeiro – Campeonato Carioca w 1997.
W 1998 był zawodnikiem Coritiby FC i Botafogo FR. W 1999 występował w SC Corinthians Paulista, z którym zdobył mistrzostwo Brazylii oraz mistrzostwo stanu São Paulo – Campeonato Paulista. W 1999 wyjechał do Portugalii, gdzie został zawodnikiem Sportingu CP. Ze Sportingiem dwukrotnie zdobył mistrzostwo Portugalii w 2000 i 2002, Puchar Portugalii w 2001 oraz dwukrotnie Superpuchar Portugalii w 2000 i 2002. W sezonie 2003–2004 był zawodnikiem tureckiego Galatasaray SK. W 2004 powrócił do Brazylii i został zawodnikiem Figueirense FC. W 2005 trafił na dwa lata do Włoch, gdzie występował w AS Livorno Calcio i A.C. ChievoVerona.
Po powrocie do Brazylii ponownie grał Figuerense. W 2008 występował w Clube Atlético Mineiro. W Atlético Mineiro 7 grudnia 2008 przegranym 0-2 meczu z Grêmio Porto Alegre Grêmio Porto Alegre po raz ostatni wystąpił w lidze. Ogółem w latach 1995–2008 w lidze brazylijskiej wystąpił w 125 meczach, w których strzelił 12 bramek. Ostatnim klubem w karierze Césara Pratesa było drugoligowe Clube Náutico Capibaribe, w którym zakończył karierę w 2010.

## Kariera reprezentacyjna
César Prates w reprezentacji Brazylii zadebiutował 13 listopada 1996 w wygranym 2-0 towarzyskim meczu z reprezentacją Kamerunu. Drugi i ostatni raz w reprezentacji César Prates wystąpił 2 kwietnia 1997 w wygranym 4-0 meczu z reprezentacją Chile.
| Mecze i gole w reprezentacji | Mecze i gole w reprezentacji | Mecze i gole w reprezentacji | Mecze i gole w reprezentacji | Mecze i gole w reprezentacji | Mecze i gole w reprezentacji | Mecze i gole w reprezentacji |
| #                            | Data                         | Miasto                       | Przeciwnik                   | Gol                          | Wynik                        | Rozgrywki                    |
| ---------------------------- | ---------------------------- | ---------------------------- | ---------------------------- | ---------------------------- | ---------------------------- | ---------------------------- |
| 1.                           | 13.11.1996                   | Kurytyba                     | Kamerun                      |                              | 2:0                          | towarzyski                   |
| 2.                           | 02.04.1997                   | Brasília                     | Chile                        |                              | 4:0                          | towarzyski                   |